# وحي القلم
كتاب وحي القلم عمل أدبي لمصطفى صادق الرافعي، من أفضل مؤلفاته، يتكون الكتاب من ثلاثة أجزاء هي عبارة عن مجموعة من مقالاته النقدية والإنشائية المستوحاة من الحياة الاجتماعية المعاصرة والقصص والتاريخ الإسلامي المتناثرة في العديد من الصحف والمجلات المصرية المشهورة في مطلع القرن الماضي مثل: الرسالة، وجريدة المؤيد والبلاغ والمقتطف والسياسة وغيرها.
يجمع الكتاب كل خصائص الرافعي الأدبية متميزة بوضوح في أسلوبه، كذلك يجمع كل خصائصه العقلية والنفسية متميزة بوضوح في موضوعه، ففيه خلقه ودينه، وفيه شبابه وعاطفته، وفيه تزمته ووقاره، وفيه فكاهته ومرحه، وفيه غضبه وسخطه، فمن شاء أن يعرف الرافعي عرفان الرأي والفكرة والمعاشرة فليعرفه في هذا الكتاب. بدأ الرافعي في كتابة هذه المقالات في عام 1934 كل أسبوع بصيغة مقالة أو قصة، ليتم نشرها أسبوعياً في مجلة الرسالة، تناول الكتاب مواضيع اجتماعية وأخرى عن الوصف والحب، كما فيه مواضيع توضح ما التبس من حقائق الإسلام وآدابه وخلفياته وبعض جماليات القرآن ينتزع من الدنيا حقائقها، ويرسلها ضمن نصوص صيغت بصيغة القصة التي تنزع إلى لفت نظر القارئ إلى المغزى.

## وصلات خارجية
- آراء القراء حول كتاب وحي القلم على  موقع أبجد